# Верхний Египет
Верхний Египет (лат. Aegyptus Superior, копт. ⲙⲁⲣⲏⲥ), Фиваида, Тебаис (др.-греч. θηβαίς, лат. Thebais), Та-шемау (егип. tꜣ-šmꜥ) — историческая область в Северной Африке на территории Египта. Располагается узкой полосой вдоль реки Нил, на юге ограничиваясь первыми нильскими порогами, а на севере Файюмским оазисом (включительно) и началом дельты.

## Название
Древнеегипетское Та-шемау означает «Земля тростника». В период поздней Античности и раннего Средневековья у коренного населения Египта, говорившего к тому времени на коптском языке, область получает название Маре́с — южная страна (ⲙⲁ — страна, ⲣⲏⲥ — юг). В русскоязычной традиции эта область называется Верховье, Долина. В Библии Верхний Египет обозначен как Патрос (Ис. 11:11; Иер. 44:1; Иез. 29:14). Ассирийцы называли его Урису (аккад. Uriṣṣu). Завоевавшие эти территории арабы, а вслед за ними и арабоязычные египтяне стали называть эту область Са’ид Миср (араб. صعيد مصر‎ транслит. Sa‘īd Misr).

## Рельеф
Верхний Египет представляет собой узкую протяжённую расселину в каменистом плато Восточной Сахары, через которую Нил несёт свои воды из Центральной Африки. Размытые за тысячелетия края этого плато образовали отвесные скалы, поднимающиеся в некоторых местах до 183 метров, и называемые некоторыми античными географами Ливийские горы (вдоль западного берега реки) и Аравийские горы (вдоль восточного). Длина этого огромного коридора около 800 км, а ширина до 19 км, местами долина сужается до ширины потока Нила, окружая его с обеих сторон крутыми скалами:44—45.

## История
В конце медно-каменного века Египта исследователи выделяют отдельный период — додинастический, последний этап в развитии культур Нижнего и Верхнего Египта, предшествующий их объединению под властью I династии. По одной из гипотез, ранними политическими образованиями в дельте и долине Нила могли быть несколько десятков септов (номов), территории которых впоследствии легли в основу административного устройства Древнего Египта:59—62. На сегодняшний день египтологам достоверно известно о существовании трёх наиболее важных конфедераций септов около 3500—3000 годов до н. э., условно называемых «Нубтская», «Нехенская» и «Тинисская», в результате соперничества между которыми, несколько позднее образовалось верхнеегипетское «Иераконпольское царство» со столицей в Нехене (Иераконполь):159, карта 2. Правители этого царства носили титул несу и их покровительницей считалась богиня-сокол Нехбет, они периодически совершали грабительские походы на юг в Та-Сети (Северная Нубия), где захватывали различную добычу и пленных, а также на северо-запад в Та-хену (Древняя Ливия), где, помимо прочего, важной задачей было пополнение поголовья скота. Первым таким набегом, известным исследователям, являлось военное мероприятие Скорпиона II, его армия, а впоследствии и армии других фараонов, угоняли из Та-хену стада быков, ослов и баранов, притом, вероятно, в очень больших количествах:70. Скотоводство составляло важную часть хозяйственной деятельности населения на берегах Нила, а осваивание ирригации и развитие земледелия в целом, привело к созданию централизованного контроля за оросительно-осушительной сетью — по одной из гипотез, основой государственного устройства Древнего Египта.